# 김영태 (조직폭력배)
김영태(金永泰, 1920년 ~ 2010년 11월 7일)는 대한민국의 조직폭력배이다. 김두한의 부하로, 별동대원으로도 활동했으며, 간타쿠대성중학교를 졸업했다. 이후 김태영으로 개명했으며, 1973년에는 브라질로 이민을 갔다. 1981년에는 미국으로 이민을 갔으며 그 곳에서 사망했다.

## 김영태가 등장한 작품
- 《야인시대》(2002) (배우: 박영록)